# Ленина (Наровлянский район)
Ленина (бел. Леніна; до 1926 года — Посёлок) — упразднённый посёлок в Кировском сельсовете Наровлянского района Гомельской области Беларуси.
В связи с радиационным загрязнением после катастрофы на Чернобыльской АЭС жители (61 семья) переселены в 1986 году в чистые места.

## География

### Расположение
В 22 км на юг от Наровли, 47 км от железнодорожной станции Ельск (на линии Калинковичи — Овруч), 200 км от Гомеля.

### Гидрография
На южной окраине река Желонь (Мухоедовский канал).

## Транспортная сеть
Транспортные связи по просёлочной, а затем автодороге Углы — Чапаевка. Планировка состоит из прямолинейной улицы, ориентированной широтна и застроенной двусторонне деревянными домами усадебного типа.

## История
Основан в 1920 году переселенцами из соседних деревень на бывших помещичьих землях. В 1931 году жители вступили в колхоз. Во время Великой Отечественной войны действовала подпольная группа (руководитель Н.Михайлов). Освобождена 27 ноября 1943 года. 12 жителей погибли на фронте. Согласно переписи 1959 года входила в состав совхоза «Партизанский» (центр — деревня Углы).

## Население

### Численность
- 1986 год — жители (61 семья) переселены.

### Динамика
- 1959 год — 240 жителей (согласно переписи).
- 1986 год — жители (61 семья) переселены.